# Educação na Dominica
A educação na Dominica.
A ilha possui seu próprio colégio público, o Dominica State College, anteriormente chamado de Clifton Dupigny Community College. Alguns dominicanos conseguem bolsas de estudo do governo de Cuba para frequentar as universidades daquele país. Outros vão para a University of the West Indies ou escolas do Reino Unido, Estados Unidos, ou outros países para estudar o ensino superior.
Ross University, uma escola médica, está localizada em Portsmouth. The Archbold Tropical Research and Education Center, uma estação biológica de campo da Clemson University, está localizada em Springfield Estate entre Canefield e Pond Cassé. Em 2006, outra escola médica chamada All Saints University of Medicine foi inaugurada em um instituto temporário em Loubiere, com um campus permanente sendo construído em Grand Bay. Atualmente, All Saints está localizada em Roseau. Há também uma escola de biologia marinha em Mahautt, a Institute for Tropical Marine Ecology (ITME).

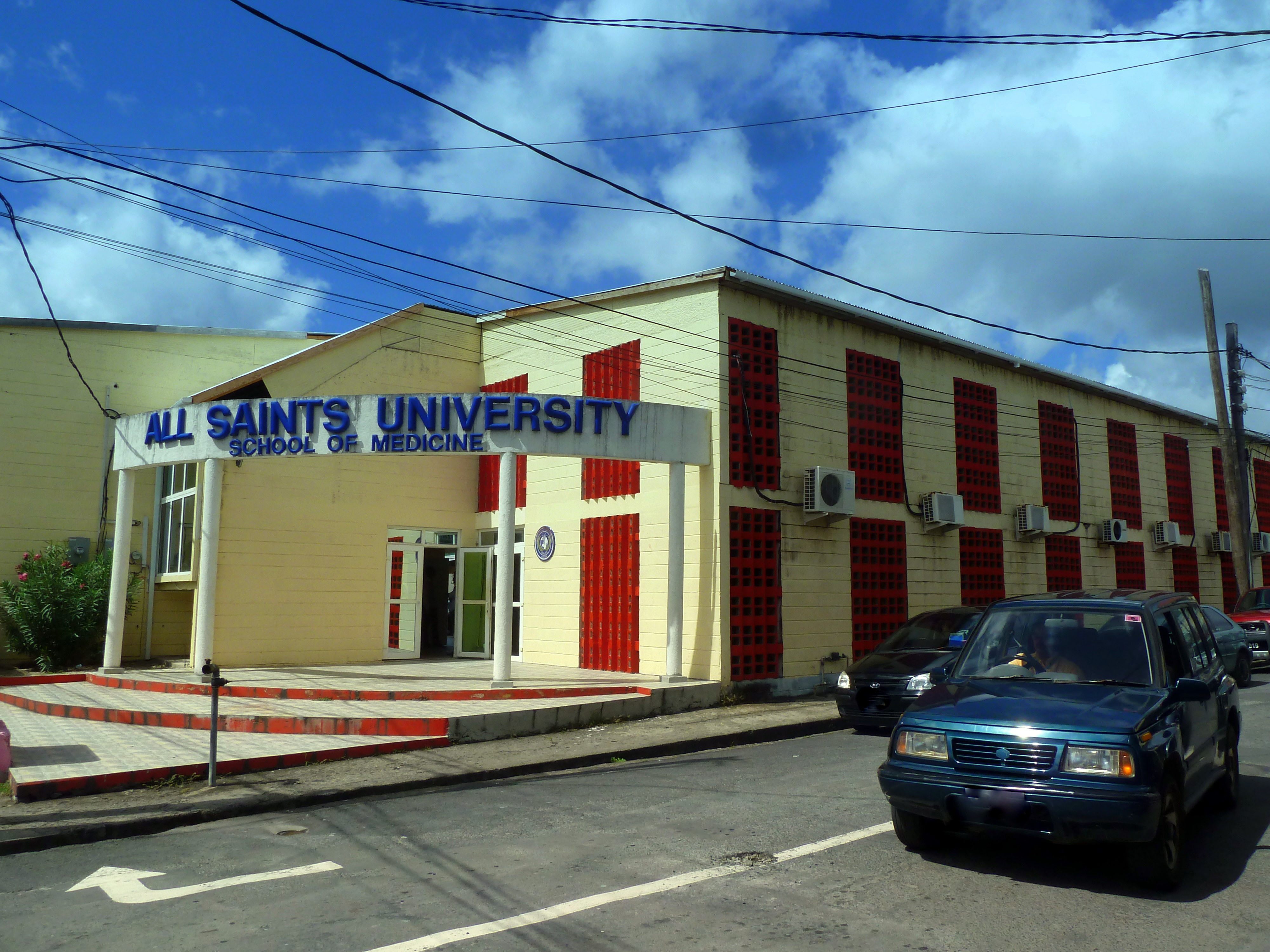
Uma escola medica em Dominica, All Saints University School of Medicine